# Alien, die Saat des Grauens kehrt zurück
Alien, die Saat des Grauens kehrt zurück (Originaltitel: Alien 2 – Sulla terra) ist ein italienischer Science-Fiction-/Horrorfilm aus dem Jahr 1980. Ciro Ippolito führte unter dem Pseudonym Sam Cromwell Regie. Der Film wurde international als Nachfolger des Films Alien – Das unheimliche Wesen aus einer fremden Welt vermarktet. Es handelt sich nicht um einen offiziellen Nachfolger des Originals von Ridley Scott. Der Film startete am 19. März 1982 in den bundesdeutschen Kinos.

## Handlung
Eine Raumkapsel der NASA soll vor San Diego im Pazifik landen. Die Höhlenwissenschaftlerin Thelma Joyce bricht während der Übertragung der Landung im Fernsehstudio zusammen. Sie ahnt, dass etwas Bedrohliches geschehen sein muss. Es stellt sich heraus, dass die Raumkapsel ohne ihre Besatzung gelandet ist. Wilde Vermutungen entstehen, was mit der Besatzung geschehen sein könnte.
Thelma macht sich am nächsten Tag mit ihren Kollegen auf, um eine bisher unerforschte Höhle aufzusuchen. Burt findet einen ungewöhnlichen blauen Stein und nimmt ihn mit. In der Höhle steigt die Gruppe 400 Meter in die Tiefe. Hier untersucht die Forschungsgruppe ein unterirdisches Flussbett. Der seltsame blaue Stein platzt plötzlich auf und springt Maurine ins Gesicht. Die Gruppe versucht Maurine zu bergen. Jedoch wird auch Burt von einem Wesen, das aus Maurines Gesicht schlüpft, getötet. Die restliche Gruppe ist nun in der Tiefe gefangen und teilt sich auf, um nach einem Fluchtweg an die Erdoberfläche zu suchen. Thelmas telepathische Kräfte lassen sie erahnen, dass etwas Furchtbares nach der Gruppe sucht. Sie versucht mit ihren Kräften einzelne Mitglieder der Gruppe zu warnen. Nach und nach werden von den außerirdischen Wesen die versprengten Mitglieder der Gruppe getötet. Thelma und Roy überleben als einzige und schaffen es an die Erdoberfläche. Sie gelangen in das menschenleere San Diego. Hier wird schließlich auch Roy von den Aliens getötet. Thelma gelingt die Flucht vor den Aliens. Sie ist jedoch der letzte verbliebene Mensch in San Diego. Alle anderen wurden von den Aliens getötet. Zum Schluss wird der Text ora può colpire anche te (jetzt kann es auch dich treffen) eingeblendet.

## Wissenswertes
- Die Szenen in der Höhle wurden in der Grotte di Castellana in der Provinz Bari in Apulien gedreht.
- Der 2005 erschienene Film The Descent – Abgrund des Grauens soll mehrere Ähnlichkeiten aufweisen. Ciro Ippolito versucht deswegen seit geraumer Zeit gegen das angebliche Plagiat gerichtlich vorzugehen.
- Der Filmverleih 20th Century Fox hatte mehrfach versucht, die internationale Verbreitung des Films zu verhindern. Ippolito konnte jedoch nach dem Auftauchen eines Romans mit dem Titel Alien aus den dreißiger Jahren alle Klagen gewinnen.
- Die Produktionskosten betrugen 400.000.000 italienische Lire (ca. 200.000 Euro).
- Der Film wurde in Italien ein großer kommerzieller Erfolg und konnte einen Gewinn einspielen.
- Die Idee zum Film soll Ippolito angesichts eines übergroßen Filmposters zu Zombi 2 von Lucio Fulci gekommen sein.
- Ursprünglich sollte Mario Bava Regie führen. Da dieser aber verhindert war, übernahm Ciro Ippolito selbst die Regie.
- Neben der ungekürzten SPIO/JK-Fassung wurde noch eine gekürzte FSK 16 Fassung veröffentlicht.
- Die Indizierung des Films wurde im Mai 2017 aufgehoben. Eine Neuprüfung der FSK im November 2022 ergab eine Altersfreigabe ab 16 Jahren für die ungekürzte Fassung.[2]

## Kritiken
„Billiger Reißer, der Handlungsmotive anderer Genrefilme mit ekelerregenden Effekten mischt.“

„Als Ridley Scott 1978 seinen 10-Millionen-Dollar-Reißer ALIEN drehte, hätte er es sich bestimmt nicht träumen lassen, dass die erste nominelle Fortsetzung ausgerechnet in einer Tropfsteinhöhle spielen sollte! Der nie versiegende Erfindungsreichtum italienischer Exploitation-Spezialisten hatte schon zu so manchem Geniestreich geführt, wenn es galt, fehlendes Budget mit Chuzpe und Wagemut zu kaschieren – Sam Cromwells ALIEN 2 SULLA TERRA erhebt diese Tugenden in den Olymp forscher Tollkühnheit!“

„Dieser italienische Trashfilm erschien Anfang der 80er und wollte auf dem Erfolg des Alien Filmes mitschwimmen. So wurde er in Italien auch als zweiter Teil des Hollywoodfilmes vermarktet. Jedoch handelt es sich um eine mehr als günstig produzierte Produktion, denen man dies in jeder Sekunde ansieht. Seien es die ‚Schauspieler‘ (ein recht junger Michele Soavi spielt ebenfalls mit), die Story, Ausstattung und die zwar blutigen, aber leicht zu durchschauenden Splattereffekte. Allerdings macht gerade dies alles für den geneigten Trashfan den Film zu einem unvergesslichen Erlebnis, obwohl (trotz der schon kurzen Laufzeit) sich ab und zu Langeweile einstellt.“